# Marie-Madeleine de Saint-Exupéry
Pour les articles homonymes, voir Famille de Saint-Exupéry et Saint-Exupéry (homonymie).
Marie-Madeleine de Saint-Exupéry, née le 25 janvier 1897 à Lyon et morte le 2 juin 1926 à Saint-Maurice-de-Rémens, est une écrivaine française.

## Biographie
Caroline Fernande Marie Madeleine de Saint-Exupéry naît à Lyon en 1897, fille du vicomte Martin Louis Marie Jean de Saint-Exupéry (1863-1904), sans profession, et de la comtesse Andrée Marie Louise Boyer de Fonscolombe. Surnommée « Biche », elle est la sœur aînée de la chartiste et historienne Simone de Saint-Exupéry et de l’aviateur et écrivain Antoine de Saint-Exupéry.
Elle meurt en 1926 de la tuberculose, dans le château familial de Saint-Maurice-de-Rémens. Ses obsèques ont lieu trois jours plus tard dans la commune.
Son unique ouvrage, Les Amis de Biche, a été publié par souscription après sa mort.

## Publication
- Les Amis de Biche, Lyon, 1927 : il s’agit de huit contes qui donnent la parole aux animaux, aux arbres, aux fleurs, au soleil, au vent et à la mer. Les arbres sont protecteurs, les animaux solidaires (sauf s’ils se mangent par nécessité), les fleurs coquettes et les hommes le plus souvent dangereux et malfaisants, à l’exception de Biche.

1. Sous un chêne
2. Un vieux jardin (À Tante)
3. La Haute Montagne (Au docteur V.)
4. Les Oiseaux de mer (À Maman)
5. Les Hiboux
6. Dans un grand parc au printemps (À Strakham)
7. La Basse Montagne (Au professeur L.)
8. Amour d’épinoche (À Bon Papa)